# 索马讷 (上普罗旺斯阿尔卑斯省)
索马讷（法語：Saumane，法語發音：[soman]）是法国上普罗旺斯阿尔卑斯省的一个市镇，属于福卡尔基耶区。

## 地理
索马讷（44°5'26"N, 5°41'26"E）面积3.21 平方千米，位于法国普罗旺斯-阿尔卑斯-蓝色海岸大区上普罗旺斯阿尔卑斯省，该省份为法国东南部内陆省份，北起上阿尔卑斯省，西接沃克吕兹省，西北接德龙省，南至瓦尔省，东临滨海阿尔卑斯省，东北部与意大利接壤。
与索马讷接壤的市镇（或旧市镇、城区）包括：巴农、洛斯皮塔莱、拉尔迪耶、拉罗什日龙。

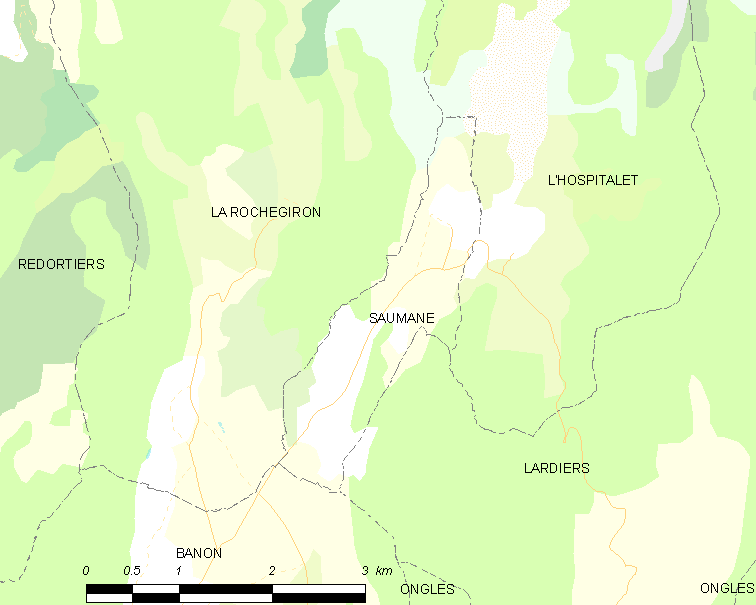
的OSM定位图

索马讷的时区为UTC+01:00、UTC+02:00（夏令时）。

## 行政
索马讷的邮政编码为04150，INSEE市镇编码为04201。

## 政治
索马讷所属的省级选区为雷亚讷县。

## 人口

1962-2008年间人口变化图示

索马讷于2022年1月1日时的人口数量为125人。